# Tatiana Pelttser
Pour les articles homonymes, voir Peltzer.
Tatiana Ivanovna Pelttser (russe : Татья́на Ива́новна Пе́льтцер ; allemand : Tatjana Peltzer), née à Moscou (Union soviétique) le 24 mai 1904 (6 juin 1904 dans le calendrier grégorien) et morte dans cette ville le 16 juillet 1992, est une actrice soviétique qui a joué au théâtre et au cinéma.
Elle est Artiste du peuple de l'URSS 1972.

## Filmographie partielle
Tatiana Ivanovna Pelttser (ou Peltzer) naît dans la famille de l'acteur Ivan Pelttser. Sa famille paternelle est issue du drapier Napoléon Peltzer (1802-1889) de Stolberg en Rhénanie, qui a émigré en Russie en 1821. Sa mère, Esfir (Ester) Borukhovna Roizen (1884-1962), issue d'une famille judéo-ukrainienne, se convertit après son mariage à la foi orthodoxe russe et adopte le prénom Yevgeniya,.
Tatiana Pelttser monte sur scène dès l'âge de neuf ans. Elle joue dans des théâtres provinciaux, puis est engagée au Théâtre MGSPS (Moscou) et au Théâtre des miniatures de Moscou par la suite. À partir de 1947, elle est l'une des actrices principales du Théâtre de la Satire.
Tatiana Pelttser fait ses débuts au cinéma dans le film dramatique Camarade P. [Elle défend la patrie] (1943), puis apparait dans la comédie satirique La Noce (1944). Son premier rôle remarquable au cinéma est celui de Plaksina dans Simple People de Grigori Kozintsev et Leonid Trauberg (1945). L'actrice acquiert une énorme popularité avec son rôle de Lukerya dans la pièce de théâtre Bride with a Dowry (1953), qui est filmée et présentée à grande échelle dans les cinémas du pays. Un autre film à succès suit, Private Ivan (1955), où elle joue la mère du personnage principal. Son premier rôle au Théâtre de la Satire est celui de Mrs. Jacobs dans le pamphlet d'Evgeny Petrov L'île de la paix (« Остров мира », 1947). Dans son rôle de tante Tonia dans la pièce Wake Up and Sing, Tatiana Pelttser chante et danse avec l'esprit d'une jeune fille, bien qu'elle ait déjà presque septante ans. De la même manière, elle interprète Marselina dans la pièce La Folle Journée, ou le Mariage de Figaro. Parmi ses nombreux rôles au Théâtre de la Satire, se distingue son rôle principal dans Mère Courage et ses enfants, celui d'une femme âgée épuisée par la guerre et privée de ses enfants.
En 1972, elle devient Artiste du Peuple de l'URSS, la première en 48 ans d'existence du Théâtre de la Satire.
Plus tard, l'actrice suit le metteur en scène Mark Zakharov qui est passé au théâtre du Lenkom.
Dans les dernières années de sa vie, Tatiana Ivanovna Pelttser commence à perdre la mémoire. Mark Zakharov met en scène spécialement pour elle, la pièce A Funeral Prayer d'après le scénario de Grigori Gorine, qui a composé le personnage de la vieille juive Berta pour Tatiana Pelttser.
En 1992, après une dépression nerveuse, Tatiana Pelttser se retrouve à l'hôpital et meurt le 16 juillet 1992. Elle est enterrée au cimetière de la Présentation.

## Filmographie
- 1943 : Camarade P. [Elle défend la patrie]
- 1945 : Des gens ordinaires : Plaksina
- 1944 : La Noce
- 1954 : Dompteuse de tigres
- 1954 : Une grande famille
- 1955 : Deux Capitaines
- 1956 : Lune de miel
- 1964 : Morozko
- 1970 : Les Aventures de la petite valise jaune
- 1974 : Le Tsarévitch Procha
- 1975 : Eto my ne prokhodili
- 1976 : Les Douze Chaises (mini-série télévisée)
- 1981 : Vous n’en avez jamais rêvé...
- 1984 : La Formule de l'amour
- 1985 : Le Dossier personnel du juge Ivanova

## Récompenses et distinctions
- (en) Tatiana Pelttser: Awards, sur l'Internet Movie Database